# José Francisco Falcão de Barros

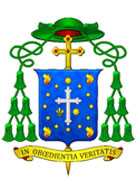
Wappen

José Francisco Falcão de Barros (* 14. März 1965 in Paulo Jacinto) ist ein brasilianischer Geistlicher und Weihbischof im Brasilianischen Militärordinariat.

## Leben
José Francisco Falcão de Barros empfing am 18. November 1991 die Priesterweihe.
Papst Benedikt XVI. ernannte ihn am 16. Februar 2011 zum Weihbischof im Brasilianischen Militärordinariat und Titularbischof von Augurus. Der Bischof von Palmeira dos Índios, Dulcênio Fontes de Matos, spendete ihm am 29. April desselben Jahres die Bischofsweihe; Mitkonsekratoren waren Osvino José Both, Militärerzbischof von Brasilien, und Henrique Soares da Costa, Weihbischof in Aracajú. Als Wahlspruch wählte er die lateinische Losung: IN OBOEDIENTIA VERITATIS („Der Wahrheit gehorsam“).